# Генчо Филипов
Вижте пояснителната страница за други личности с името Георги Филипов.
Георги (Генчо) Филипов, известен като Арнаут, е български зограф от първата половина на XIX век, иконописец от Дебърската художествена школа.

## Биография
Роден е в Дебърско, тогава в Османската империя. Преселва се в Габрово.
Рисува заедно с Иван Попрайков в храма „Свети Георги“ на Гложенския манастир. Там Попрайков е автор на царските и апостолските икони, а Генчо Филипов - на царските двери. След разрушаването на църквата в 1929 година иконостасът е пренесен в новата, построена в 1931 година. През 1827 или 1828 година Попрайков и Филипов сключват договор за десетки икони за новата тетевенска църква „Вси Светии“. След това Попрайков и Филипов завършват 3 реда с малки празнични икони за църквата „Света Петка“ във Видраре. Филипов е автор на иконота „Богородица всех скорбящих радост" в Соколския манастир, рисувана в 1832 г. по руски извод за икони, донесен от Попрайков от Бабадаг.
Работи в църквата „Свето Благовещение" при Девическия манастир в Габрово (1832). Негови икони има в църквите „Свети Илия“ в Севлиево (1833). Филипов е автор на иконата на Свети Тома от църквата „Свети Йоан Предтеча“ (1834), като в образа на Свети Йоан, в дрехите му и миниатюрите около него има архаични елементи. Икони на Филипов има в църквата „Свети Никола“ в Долен – „Свети Георги“ (1835), „Света Богородица“, „Възнесение Илиево“, „Свети Никола“, „Св. св. Петър и Павел“, Свети Атанасий и други.